# Jerzy Grzybowski (działacz społeczny)
Jerzy Grzybowski (ur. 8 marca 1950 w Warszawie) – współzałożyciel, wraz z żoną Ireną, ruchu rekolekcyjnego Spotkania Małżeńskie. Zaangażowany w organizowanie rekolekcji Spotkania Małżeńskie oraz tworzenie programów formacyjnych. Jest moderatorem i promotorem duchowości małżeńskiej opartej na dialogu. Wraz z żoną Ireną był w latach 1978-2014 współprzewodniczącym Zarządu Dzieła, czyli współodpowiedzialnym za Stowarzyszenie Spotkania Małżeńskie. Współtworzy programy formacyjne. Jest współautorem programów rekolekcyjnych dla małżeństw, programu rekolekcji dla związków niesakramentalnych, przygotowania par do sakramentu małżeństwa (Wieczory dla Zakochanych). Od 1990 zaangażowany w rozwój Spotkań Małżeńskich w krajach Europy Wschodniej, a od 2007 także wśród Polonii w Europie Zachodniej i USA. 

## Wykształcenie i praca zawodowa
Absolwent Instytutu Geografii Uniwersytetu Warszawskiego, w 1979 obronił pracę doktorską z zakresu geografii fizycznej pt. Wpływ warunków naturalnych i gospodarczej działalności człowieka na rozwój wydm w południowo-wschodniej części Kotliny Biebrzańskie w Instytucie Geografii im. Adama Mickiewicza w Poznaniu. W związku z zaangażowaniem w Spotkania Małżeńskie, pomimo rozpoczętej pracy habilitacyjnej, zrezygnował z pracy naukowej. W 1990 przeszedł do pracy w redakcji miesięcznika Misjonarz, wydawanego przez Polską Prowincję Zgromadzenia Księży Werbistów. W latach 1998–2008 był redaktorem naczelnym tego miesięcznika. Od 2008 zajmuje się wyłącznie moderowaniem Stowarzyszenia Spotkania Małżeńskie.

## Działalność społeczna
W latach 1980–1990 nieprzerwanie był wiceprzewodniczącym Komisji Zakładowej NSZZ „Solidarność” w Instytucie Geografii i Przestrzennego Zagospodarowania PAN. W stanie wojennym, w mieszkaniu państwa Grzybowskich przez kilka miesięcy znajdowała się podziemna drukarnia, w której drukowany był m.in. Tygodnik Mazowsze. W latach 1996–2004 Jerzy Grzybowski był członkiem Zespołu Koordynacyjnego Ogólnopolskiej Rady Ruchów Katolickich, a od 2004 jest członkiem jej Rady Programowej. W kadencji 2008-2013 był członkiem Rady Duszpasterskiej przy Metropolicie Warszawskim. Od listopada 2018 Irena i Jerzy Grzybowscy są konsultorami Rady ds. Rodziny Konferencji Episkopatu Polski. W lutym 2019 Irena i Jerzy Grzybowski zostali odznaczeni przez Papieża Franciszka medalem Pro Ecclesia et Pontifice. Zostali także odznaczeni medalem "za zasługi dla Archidiecezji Warszawskiej".  

## Publikacje
W okresie pracy naukowo-badawczej Jerzy Grzybowski był autorem kilkudziesięciu artykułów z zakresu geografii fizycznej, geomorfologii i klimatologii, później – w okresie pracy w Wydawnictwie Verbinum – o tematyce misyjnej. Jednakże większość spośród około 400 publikacji dotyczy tematyki małżeńskiej i rodzinnej oraz poszukiwania więzi osobowej z Panem Bogiem. Publikował m.in. w Tygodniku Powszechnym, w Gościu Niedzielnym, Niedzieli, Znaku, Więzi, W drodze, Idziemy. Kilka artykułów w kwartalniku Pastores dotyczy formacji kapłańskiej.
- Jerzy Grzybowski: Małżeńskie znaki zapytania: pokonywanie codziennych rozczarowań, Wydawnictwo M 2016, ISBN 978-83-8043-110-2.
- Jerzy Grzybowski: Brulion miłosny: 12 bryków z miłości przedmałżeńskiej, Kuria Metropolitalna Częstochowa 2013, ISBN 978-83-62515-38-7.
- Jerzy Grzybowski: Nareszcie razem: młodym małżeństwom do poduszki, Wydawnictwo M 2012, ISBN 978-83-7595-568-2
- Jerzy Grzybowski: Dobra nowina o dialogu, POMOC Wydawnictwo Misjonarzy Krwi Chrystusa 2012, ISBN 978-83-63459-03-1
- Jerzy Grzybowski: Małżeńskie drogowskazy, Wydawnictwo M 2011, ISBN 978-83-7595-326-8
- Jerzy Grzybowski: Romans, zdrada i co dalej?, Wydawnictwo Polskiej Prowincji Dominikanów W drodze 2009, ISBN 978-83-7033-690-5
- Jerzy Grzybowski: Dialog jako droga duchowości w małżeństwie, Wydawnictwo M 2009, ISBN 978-83-7595-113-4
- Irena i Jerzy Grzybowscy: Spotkania Małżeńskie i ich pedagogia świętości, w: Duchowość w Polsce, t.14, s.75-81, Lublin 2012.
- Irena i Jerzy Grzybowscy: Ocalić godność małżeństwa, Spotkania Małżeńskie od Syberii po Pensylwanię, w: Przyszłość ludzkości idzie przez rodzinę, pod red. Marii Ryś, Instytut Papieża Jana Pawła II, Warszawa 2013, s.323-337.